# 周薇宅
周薇宅位于中国浙江省宁波市海曙区高桥镇新庄村，明代建筑，是周薇的故居，建筑坐北朝南，现仅存穿堂一进，金柱分别用梓、檀、杉、沉香（系村民自称，可能是楠木）等名贵木材组成主体建筑，2010年9月公布为鄞州区文物保护单位，2018年12月28日因行政区划调整公布为海曙区文物保护单位。